# Будинок купців Воробйових
Будинок купців Воробйових — пам'ятка історії місцевого значення в Ічні.

## Історія
Рішенням виконкому Чернігівської обласної ради народних депутатів від 31.05.1971 № 286 надано статус «пам'ятник історії місцевого значення» з охоронним № 639 під назвою «Будинок, де у 1919 році розміщувався штаб Ніжинського полку». На будівлі встановлено інформаційну дошку.
Наказом Департаменту культури та туризму, національностей та релігій Чернігівської обласної державної адміністрації від 12.11.2015 № 254 для пам'ятника використовується нова назва — «Будинок купців Воробйових».

## Опис
Будинок збудований 1915 року. Кам'яний, двоповерховий, симетричний, прямокутний у плані будинок площею 582 м² з входом праворуч. Головний фасад другого поверху розчленовують рустикові пілястри, які завершуються центральним та двома кутовими аттиками, при цьому кутові аттики Г-подібні в плані, будучи також над торцевим фасадом. Торці другого поверху також із рустиковими пілястрами. Фасад розділений міжповерховим карнизом і завершується карнизом, що вінчає. Вікна чотирикутні із напівкруглим завершенням.
Після більшовицької окупації 1917 року будинок був націоналізований.
У цьому будинку 1919 року кілька днів розміщувався штаб радянського Ніжинського полку.
Тут розміщалася Ічнянська рада народних депутатів.